# Robert Gordon (cầu thủ bóng đá Anh)
Robert Henry Gordon (1917? ở Shankhouse, Northumberland – 18 tháng 9 năm 1940) là một cầu thủ bóng đá, thi đấu cho Huddersfield Town.
Ông mất vào tháng 9 năm 1940 trong Thế chiến thứ hai khi đang làm nhiệm vụ leading aircraftman trong Royal Air Force Volunteer Reserve ở No 9 Sqn, RAF.